# Al-Hamdanijja (Aleppo)
Al-Hamdanijja – dzielnica Aleppo znajdująca się w jego zachodniej części. W 2004 roku liczyła 50 535 mieszkańców. Jest administracyjnie podzielona na cztery osiedla zamieszkiwane odpowiednio przez 5661, 9397, 14 361 i 21 116 osób.